# اغوز گاللی

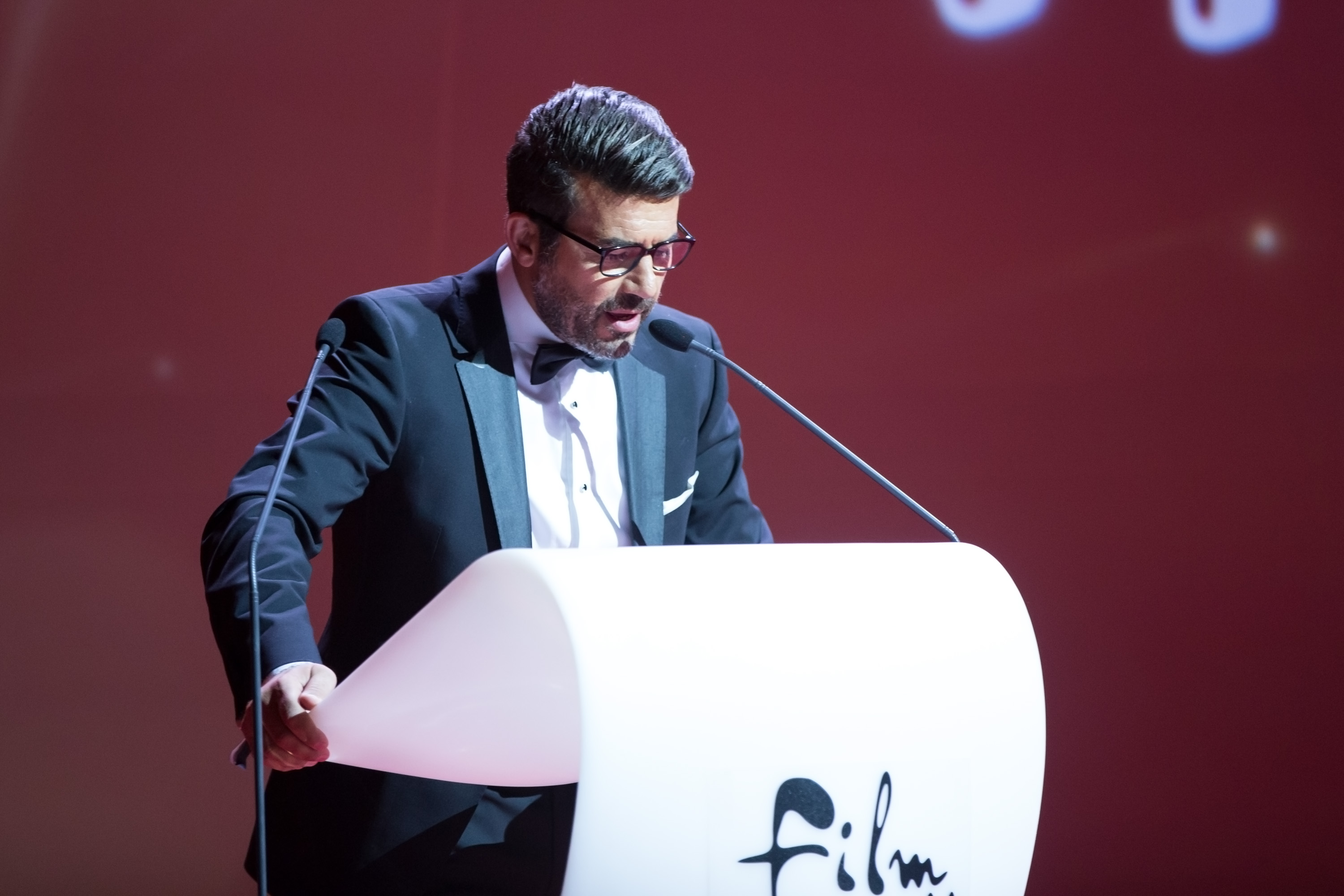
نگاره‌ای از اغوز (مایک) گاللی – ۲۰۱۶

اغوز (مایک) گاللی (به ترکی استانبولی: Oğuz Galeli) (زاده ۲۳ اکتبر ۱۹۶۷ در استانبول) مدل و بازیگر ترکیه‌ای-استرالیایی است.

## زندگی‌نامه
اوغوز گاللی با کسب عنوان «آقای وورارلبرگ» به شهرت رسید. او کار خود را به عنوان مدل برای شرکت‌های بزرگی مانند «شوارتزکوف» و «جی استار» آغاز کرد. سال‌ها بعد او با تلاش بسیاری توانست به‌عنوان بازیگر در فیلم‌ها و سریال‌های ترکیه‌ای به شهرت برسد. در سال ۲۰۱۱ او در برنامه تلویزیونی رقص با ستارگان شرکت کرد و توانست با نمایش یک رقص حرفه‌ای با جولیا پولایی، مقام سوم را کسب کند. در ایران بسیاری از افراد، او را با نقش «اِندر کاروانجی‌اوغلو» در سریال «روزگار تلخ» به یاد دارند.

## فیلم‌شناسی
| سال       | فیلم                                   | توضیحات | نام اصلی                             |
| --------- | -------------------------------------- | ------- | ------------------------------------ |
| ۱۹۹۱      | یک امید کافیست                         | فیلم    | Bir Umut Ugruna                      |
| ۲۰۰۵-۲۰۰۷ | روزگار تلخ                             | سریال   | Aci hayat                            |
| ۲۰۰۷-۲۰۰۸ | پارس: نارکوترور                        | سریال   | Pars: Narkoterör                     |
| ۲۰۱۰      | عروس ترک                               | فیلم    | Topless - The Turkish Bride          |
| ۲۰۱۱      | کباب با همه‌چیز                         | فیلم    | Kebab with everything                |
| ۲۰۱۲      | همه‌چیز بجز عشق                         | فیلم    | Everything but love (feature film)   |
| ۲۰۱۲      | تابستانی در کرواسی                     | فیلم    | A summer in Croatia                  |
| ۲۰۱۴      | کشور هیجان انگیز - تمام گوشت‌ها علف است | فیلم    | Country thriller - All meat is grass |